# Hans Gerhard Schulz
Hans Gerhard Schulz (* 2. Februar 1946 in Herten) ist ein deutscher Sportfunktionär und ehemaliger Leichtathlet. Er war von 1993 bis 2017 Vorsitzender des bundesweiten Vereins Freunde der Leichtathletik.

## Leben
Schulz wuchs in Herten (Westfalen) auf. In den 1960er Jahren begann er mit dem Leistungssport im leichtathletischen Mehrkampf beim SpvG Herten. In den nachfolgenden Jahren lag sein Schwerpunkt im Sprint und Hürdenlauf. Trainiert wurde er unter anderem von Helmut Janz. Nach einer Sportverletzung beendete er 1967 seine sportliche Karriere und wurde Kampfrichter. Sein Ziehvater wurde Franz Buthe-Pieper, der ihn schon in jungen Jahren zu einem angesehenen Starter ausbildete.
Sein erster internationaler Einsatz als Starter erfolgte 1973 bei den europäischen Juniorenmeisterschaften in Duisburg. Weiterhin war er bei 45 deutschen Meisterschaften, 30 Länderkämpfen, 2 Europa-Cups, Welt-Cup 1977, EM Stuttgart, Militärweltmeisterschaften und der Universiade in Duisburg im Einsatz. Zur damaligen Zeit galt er als bekanntester Starter Dautschlands.
Außerdem vertrat er 1977 den Deutschen Leichtathletik-Verband beim Europäischen Kampfrichter-Kongress in München mit dem Referat „Der Start und seine Besonderheiten“. Mit den nationalen Verbänden der Schweiz, Belgien, Österreich (Ausbildung von Startern 1978), England und den Niederlanden erfolgte eine reger Erfahrungsaustausch.
30 Lehrgänge für Starter führte er für den Deutschen Leichtathletik-Verband und verschiedene Landesverbände durch.
Im Landesverband Westfalen wurde er 1989 stellvertretender Vorsitzender des Verbands-Leichtathletik-Ausschusses und Beisitzer im Präsidium des Fußball- und Leichtathletik-Verbandes Westfalen (FLVW). Von 2005 bis 2016 war er Vizepräsident Leichtathletik im FLVW. Im Westdeutschen Fußball- und Leichtathletik-Verband (WDFV) war er von 2005 bis 2016 Vorsitzender des Leichtathletik-Ausschusses und gleichzeitig Mitglied des Präsidiums. Westfalen vertrat er im Verbandsrat des Deutschen Leichtathletik-Verbandes von 2005 bis 2016.
2012 organisierte er in verantwortlicher Position die deutsche Leichtathletik-Meisterschaft in Bochum-Wattenscheid und 2013 die DLV-Hallen-Titelkämpfe in Dortmund.
Nach einer Lehre als Bauschlosser und beruflicher Tätigkeit im Bergbau führte ihn die Abendschule und die Sonderprüfung 1969 zum Studium an die Pädagogische Hochschule in Dortmund. 1972 legte er das 1. und 1973 das 2. Staatsexamen als Lehrer ab. Nachfolgend wirkte Schulz als Pädagoge an verschiedenen Schulformen und ab 1989 bis zum Jahre 2009 als Ltd. Gesamtschuldirektor und Schulleiter einer Gesamtschule in Recklinghausen.
1993 wurde Schulz Vorsitzender der gemeinnützigen Initiative Freunde der Leichtathletik, von 1982 bis 1986 war er 2. Vorsitzender.
Er ist verheiratet und hat einen Sohn, den Sportreporter Eike Schulz.

## Ehrungen (Auswahl)
- DLV-Ehrenschild 2004
- Sportplakette des Landes Nordrhein-Westfalen 2010
- Bundesverdienstkreuz am Bande 2013[3]
- Hanns-Braun-Preis 2014
- Ehrenring des FLVW 2016
- Ehrenmitglied des FLVW 2017
- Ehren-Vorsitzender der Freunde der Leichtathletik 2017
- Verdienstorden des Landes Nordrhein-Westfalen 2024[4]